# لورانس هيل (لاعب كرة سلة)
لورانس هيل (بالإنجليزية: Lawrence Hill)‏ (و. 1987  م) هو لاعب كرة سلة أمريكي، ولد في غلانديل، أريزونا، مركز لعبه هو لاعب هجوم صغير الجسم.

## روابط خارجية
- لورانس هيل على موقع الدوري الأوروبي لكرة السلة (الإنجليزية)
- لورانس هيل على موقع كرة السلة الأوروبية.كوم (الإنجليزية)
- لورانس هيل على موقع كلية كرة السلة في سبورتس رفرنس.كوم (الإنجليزية)
- لورانس هيل على موقع ريلجم (الإنجليزية)
- لورانس هيل على موقع بروبوليرز (الإنجليزية)
- لورانس هيل على موقع سبورتس رفرنس (الإنجليزية)
- لورانس هيل على موقع سبورتس رفرنس (الإنجليزية)